# 成田悠輔
成田 悠輔（なりた ゆうすけ、1985年10月18日 - ）は、日本の経済学者、起業家。
イェール大学アシスタント・プロフェッサー、半熟仮想株式会社・代表取締役。専門はデータ・アルゴリズム・数学・ポエムを使ったビジネスと、公共政策の創造とデザイン。
東京大学卒業後、同大大学院を修了。米マサチューセッツ工科大学（MIT）で博士号取得。多くの企業や自治体と共同研究・事業を行う。メディアの露出も多い。
「高齢者集団自決」発言は、差別的であると批判を浴び、米紙『ニューヨーク・タイムズ』などでも大きく報道された。

## 来歴・人物
1985年、東京都生まれ。北区立滝野川小学校、麻布中学校・高等学校卒業。睡眠障害などにより中高は不登校だった。麻布中学在学時には、麻布中学の図書館が定期購読していた批評空間を読み漁り、それがきっかけとなり、柄谷行人のNAMや青木昌彦のVCASIに出入りしていた。高校生のとき、父親が借金を残して失踪し、その3年後、母親がクモ膜下出血で倒れて身体に麻痺が残った。高校卒業後、一浪の後に東京大学に入学。
2008年夏に東京のリーマン・ブラザーズでインターンとして働いた経験があるが、終了して2週間後にリーマンが破綻した。
2011年に東京大学大学院経済学研究科修士課程修了。大学院在学中に東京財団仮想制度研究所（VCASI、主宰・青木昌彦）研究助手。
2011年に渡米し、2016年にマサチューセッツ工科大学Ph.D.取得。翌年、イェール大学経済学部アシスタント・プロフェッサーに就任し、確率論、統計学、計量経済学、教育経済学、労働経済学のコースを担当。一橋大学特任准教授、スタンフォード大学客員助教、ヂンチ株式会社代表などを兼歴任。独立行政法人経済産業研究所（RIETI）客員研究員。ZOZO、サイバーエージェントなどの組織と、共同研究や事業に携わる。
既婚。
丸と四角メガネがトレードマーク。
弟は、クラウドワークス取締役兼CINO（最高イノベーション責任者）の成田修造。

### 受賞歴など
- 東京大学経済学部の最優秀卒業論文の中から数年に一度授与される「大内兵衛賞」[29][5]
- 内閣総理大臣賞・オープンイノベーション大賞[5][37]
- MITテクノロジーレビューInnovators under 35 Japan・KDDI Foundation Award貢献賞[5][38]
- 第８回World OMOSIROI Award（ナレッジキャピタル主催）[39][40]
- 2023年3月、世界経済フォーラム（ダボス会議）の2023年度ヤング・グローバル・リーダーズに選出[41][42]。

## 主張

### 幸福なデータ奴隷
データやエビデンスを活用することによって自己の存在理由や目的を発見し、最適化された行動を取ることで、人々は日常の小さな判断から解放され、真の幸福が訪れるという「幸福なデータ奴隷」論を提唱している。

### 民主主義の呪い
2021年、独立行政法人経済産業研究所（RIETI）の論文および日本経済新聞において、世界各国の民主主義指数と2020年の経済成長率、同指数とコロナ死者数とを比較した上で、「世論に耳を傾ける民主主義的な国ほどコロナで人が亡くなって、経済の失速も大きい」と結論づけた。

### 少子高齢化
- 『選挙ステーション2021』（テレビ朝日）において、「若者たちはどうすれば選挙に行きたくなるのか」という問いに対する解決策として、「若者が反乱を起こして、一定以上の年齢の人から投票権を奪い取る」あるいは「若者は選挙に行くより、独立国をつくるべし」と提案した[45]。これについて、日本では若者はマイノリティであるし、高齢者とも投票行動は変わらないことから、若者が選挙に行くようになったくらいでは日本は変わらず、革命レベルの変化が必要であるとその意図を説明した[45]。

#### 世代交代
- 田原総一朗や竹中平蔵、経済同友会の櫻田謙悟前代表幹事や首相経験者などに会う度に、「引退するべき」と発言している[46][47][48]。
  - 2022年6月25日、『ABEMA Prime』の竹中平蔵がゲストに登場した回において、現役を引退する年齢を超えると賃金を下げて働く人が多い傾向があり、それによって現役世代の賃金も下げてしまうことを懸念していると述べ、竹中に「政治家や経営者からも支持を集める竹中先生が積極的にスパッと引退されて、『一緒に引退しよう』みたいなことを呼びかける選択肢はないのか？」と提案した[48]。
  - 2022年9月20日、経済同友会の機関誌の『経済同友』において、成田は経済同友会代表幹事でありSOMPOホールディングスCEOの櫻田謙悟と対談をし、その中で物理学者のマックス・プランクの「科学は葬式のたびに進歩する」という言葉を引用し、「経済同友会解散、重鎮経営者の引退」を呼びかけた[49]。成田によると明治維新や第二次世界大戦後の焼け野原からの再出発で共通していたのは、日本社会を支配していた重鎮たちがいなくなったことであるという[49]。

### 「集団自決」発言
日本の少子高齢化問題をめぐり「高齢者は老害化する前に集団自決、集団切腹みたいなことをすればいい」などの発言を繰り返し行った。2023年2月には米紙『ニューヨーク・タイムズ』が大きく取り上げ、世界中で報道された。この発言は、高齢者全体を社会の負担と捉え、排除を促すような印象を与え、多くの人から批判された。具体的な発言は次のとおり。
- 2019年2月9日、グロービスが主催した社会保障制度改革のパネル討論で、『葉隠』の「武士道というは死ぬことと見つけたり」という一節を引き合いに、高齢者が老害化しないために「人は適切な時期に切腹すべし」と発言し、「皆さんのようなリーダーが次々と切腹するような日本社会になれば、それは単なる社会保障政策ではなく、最強の『クールジャパン』政策になる」と語った[27][54]。
- 2021年12月17日放送の「ABEMA Prime」にて[55]、日本の少子高齢化や労働生産性、人口減と地方の過疎化などについて、「唯一の解決策ははっきりしている」として、「結局、高齢者の集団自決、集団切腹みたいなのしかないんじゃないか」「僕はこれを大真面目に言っていて、やっぱり人間は引き際が重要」「別に物理的な切腹ではなくて、社会的な切腹でもいい。過去の功績を使って居座り続ける人がいろいろなレイヤー（階層）で多すぎるのがこの国の明らかな問題」「消えるべき人に消えてほしいと言い続けられるような状況をもっとつくらないといけないんじゃないか」と語った[56][57][10][58]。
- 2022年1月17日に配信された NewsPicks の番組内では、日本の少子高齢化対策として「『安楽死の解禁』や、将来的にあり得る話としては『安楽死の強制』みたいな話も議論に出てくる」と語った[27][57][50]。
- 2022年2月、『みんなの介護』のインタビューでは、切腹の3つのレイヤーとして、「（1）文字通りの切腹」「（2）尊厳死の合法化や延命治療への保険適用の制限」「（3）世代交代」があると語った[18][57][10]。
- 2022年5月、『日経テレ東大学』の番組内で、小学生に集団自決説について聞かれた際、ホラー映画「ミッドサマー」で、高齢者が崖から飛び降りて自殺するシーンを解説し、「それが良いことなのかどうか答えるにはもっと難しい問題だが、それが良いことだと思うのなら、そういう社会を目指して頑張ればいいのではないか？」と語った[27][59][60]。

これらの発言は、一部で物議を醸したが、日本のマスメディアは「高齢化社会への対応策としての持論である」と深掘りしなかった。しかしその後、2023年2月にアメリカの『ニューヨーク・タイムズ』が、成田の発言は特定の年齢層（あるいは属性）の人々に対する排除の思想に繋がるのではないかと問題提起すると、世界各国のメディアも追随してこれを報じた。そして日本国内でも大きな話題になり、物議を醸した。高齢者の人権を侵害しているという批判のほかにも、「成田の発言には政策の処方箋が欠けている」として、「もっと科学的証拠に基づく処方箋と代替案に焦点を当てるべき」といった批判や、「複雑な社会保障制度の問題を単純化し、高齢者対若者という世代間格差の対立を煽る」といった批判もあった。
これを受けて、イェール大学の公式サイトにある成田のプロフィールには、「成田の見解は、彼個人のものであり、イェール大学の見解を表すものではない。この免責事項は、彼の過去の発言に関する報道にも適用される」といった記述が追加された。騒動を受けて成田は『日経テレ東大学』と『ABEMA Prime』を降板した。
その後、2024年3月初頭にキリンビールがWEB広告に成田を起用したが、過去の「集団自決」発言に批判が集まり、Xで不買運動が起きた。これを受けて同社は、「（成田の過去の発言に）過度な表現があった」と説明し、広告を削除した。同年3月15日、岸田文雄総理は国会で、れいわ新選組の山本太郎から成田の「集団自決」発言に対する見解を問われ、「極めて不適切」と答えた。また、成田が農水省や財務省の広報に起用されていることの是非を問われ、「一般論として、広報活動の人選は、より慎重でなければならない」と答えた。財務省の広報誌『ファイナンス』（2023年7月号）で成田は、「集団自決」発言の意味は、「社会的な引き際の問題」「世代交代」であるとし、「広げれば終末医療や死生観などの生物的引き際」「社会保障と財政の話にまでつながる」と語っている。

## 論文
- 成田悠輔の出版物 - Google Scholar
- CiNii>成田悠輔
- Policy-Adaptive Estimator Selection for Off-Policy Evaluation(共同研究として参画)
- 成田 悠輔のRIETIでの活動

## 著書

### 単著
- 『22世紀の民主主義 選挙はアルゴリズムになり、政治家はネコになる』（2022/07/07、SBクリエイティブSB新書）ISBN 978-4815615604
- 成田悠輔『22世紀の資本主義 やがてお金は絶滅する』文藝春秋〈文春新書〉、2025年2月20日。ISBN 978-4166614745。

### 共著
- 『使える! 経済学 データ駆動社会で始まった大変革』(2022/7/9、日本経済研究センター編集、日経BP 日本経済新聞出版)　ISBN 978-4296113736
- 『天才たちの未来予測図』（2022年9月29日、高橋弘樹 編著 ，斎藤幸平 、小島武仁 、内田舞 著、マガジンハウス新書)ISBN 978-4838775095

### 連載
- 「愛すべき非生産の世界」『with』
- 「未来の超克」『文學界』
- 「データで社会をデザインする」『経済セミナー』

### 翻訳
- （小川一仁、川越敏司、佐々木俊一郎と共訳）ハーバート・ギンタス『ゲーム理論による社会科学の統合』（NTT出版〈叢書制度を考える〉, 2011年 ISBN 9784757122406）
- 『迷走しない!英語論文の書き方 秘密は「構造」作りにあり』（2022/01、ヴァランヤ・チョーベー著・成田悠輔監訳・布施雄士訳、講談社）ISBN 4065259797
- 『挫折しそうなときは、左折しよう』（2023/5、光村教育図書）

### 監修・解説
- 馬の首風雲録　(2022年10 月7日、筒井康隆  著)　ISBN 978-4838775095
- ゴースト・ワーク ――グローバルな新下層階級をシリコンバレーが生み出すのをどう食い止めるか（2023年4月25日発売予定 メアリー・L・グレイ　シッダールタ・スリ 著　柴田裕之 訳 監修：解説：成田悠輔（経済学者、イェール大学助教授）晶文社

## 出演

### ウェブ番組
- 日経テレ東大学 - 成田悠輔×ひろゆきのトーク番組（2021年8月1日 - 2023年3月、YouTube）
- ABEMA Prime（2021年12月17日 - 12月12日、 ABEMA） - 不定期MC[79]
- ABEMAヒルズ（2021年12月23日 - 、ABEMA）ワンショットを映し続ける「成田悠輔カメラ」がYouTube配信されることがある。
- PIVOT 日本再興ラストチャンス 成田悠輔×経済同友会 (2022年10月‐YouTube）
- ReHacQ−リハック−(2023年3月5日 - YouTube）

### テレビ番組
- こちら『トレンディマーケット』編集部（2022年5月22日 - 、日本テレビ）
- 報道ステーション（2021年3月5日 -、テレビ朝日）
- クローズアップ現代（2022年3月17日 -、NHK）
- サンデージャポン（2022年3月27日-、TBSテレビ）
- ビートたけしのTVタックル（2022年5月15日-、テレビ朝日）
- 日曜日の初耳学（2022年4月17日-、毎日放送）
- スッキリ（2022年6月3日、日本テレビ）
- サバイバーズ～激流の時代を生き延びろ！～(2022年7月1日-、テレビ東京)
- 「選挙の日2022」私たちの明日（2022年7月10日、TBSテレビ）
- ハートネットTV（2022年7月13日-、NHK）
- ありえへん∞世界SP （2022年7月19日、テレビ東京）
- 世界一受けたい授業2時間スペシャル！（2022年7月23日、日本テレビ）
- Nスタ（2022年8月11日-、TBSテレビ）
- 羽鳥慎一モーニングショー（2022年8月12日-、テレビ朝日）
- 「はなしちゃお!〜性と生の学問〜」の第2弾「夏休み特集」（8月19日、NHK Eテレ）
- ゴゴスマ（2022年8月25日、TBSテレビ）
- 欲望の資本主義2022夏 特別編 「メタバースの衝撃 デジタル経済のパラドックス」（2022年9月23日、NHK）
- クローズアップ現代（2022年10月4日、NHK）
- 「ありえへん∞世界」『衝撃映像37連発＆“ヤバい昭和の流行”懐かし映像満載SP』（2022年10月18日、テレビ東京）
- 経済スペシャルサバイバーズ (2022年11月13日、テレビ東京)
- NEWS23（2022年11月23日、TBSテレビ）
- バラいろダンディ（2022年11月23日、TOKYO-MX）
- めざまし8 （2022年12月9日、フジテレビ）
- 特番『秒で伝わる！神図解』（2022年12月27日、テレビ朝日）
- 新春!お笑い名人寄席（2023年1月2日、テレビ東京)
- アナザースカイ (2023年1月6日、日本テレビ)[80]
- SDGsミライ～小谷真生子　成田悠輔氏と考える持続可能な「生き方」「働き方」(2023年1月20日、BSテレビ東京)
- 夜明け前のPLAYERS（2023年1月23日-、日本テレビ）:番組MC
- 『日曜日の初耳学【新進気鋭の経済学者・成田悠輔一夜限りの授業！スタジオ絶賛】』（2023年2月19日-、毎日放送）
- ドーナツトーク（2023年2月19日、CBCテレビ）
- ありえへん∞世界「昭和世代vs令和世代 ヤバい昭和の流行 懐かし映像満載」（2023年2月28日、テレビ東京)
- バラいろダンディ（2023年3月15日-、TOKYO-MX）
- 一発でわかる！神図解（2023年3月24-、テレビ朝日 ）
- アウト×デラックス2023　マスクとアウトは個人の判断に任せまSP（2023年3月30日、フジテレビ）
- ソレいる?六本木会議（2023年4月7日 - 、テレビ朝日）[81] - メインキャスト
- 正解の無いクイズ（2023年4月3日 - 、テレビ東京）

### ラジオ
- AWESOME COLORS（2022年6月17日、J-WAVE）ナビゲーター：長谷川ミラ
- ロンドンブーツ1号2号 田村淳のNewsCLUB（2022年7月30日、文化放送）
- ORIENT STAR TIME AND TIDE（2022年8月27日、J-WAVE）ナビゲーター：市川紗椰
- INNOVATION WORLD（2022年9月23日、J-WAVE）ナビゲーター：川田十夢
- 大竹まこと ゴールデンラジオ!（2022年10月17日、文化放送）
- 山崎怜奈の誰かに話したかったこと。（2022年10月18日、エフエム東京）
- TOPPAN INNOVATION WORLD ERA（2022年11月13日、J-WAVE）ナビゲーター：後藤正文
- 成田悠輔のオールナイトニッポン0(ZERO)（2022年11月20日、ニッポン放送） - パーソナリティ[82][83][84]
- TOKYO SPEAKEASY（2022年12月22日、エフエム東京）: 秋元康との対談
- 反田恭平のLIFE without END | ポッドキャスト (2023年3月3日 Amazon Audible）